# Tornei di tennis maschili nel 1905
Prima della nascita della cosiddetta "Era Open" del tennis, ossia l'apertura ai tennisti professionisti degli eventi più importanti, tutti i tornei erano riservati ad atleti dilettanti. Nel 1905 tutti i tornei erano amatoriali, tra questi c'erano i tornei del Grande Slam:gli Australian Championships, il Campionato francese di tennis, il Torneo di Wimbledon, e gli U.S. National Championships.

## Calendario

### Gennaio
| Settimana  | Torneo                                                                        | Vincitore                     | Finalista  | Semifinalisti | Eliminati ai quarti |
| ---------- | ----------------------------------------------------------------------------- | ----------------------------- | ---------- | ------------- | ------------------- |
| 1º gennaio | South African Championships 1905 Città del Capo, Sudafrica Singolare - Doppio | Harold Kitson 6-1 2-6 6-3 8-6 | A.J. Rowan |               |                     |
| 1º gennaio | South African Championships 1905 Città del Capo, Sudafrica Singolare - Doppio |                               |            |               |                     |

### Febbraio
| Settimana   | Torneo                                                                     | Vincitore                                               | Finalista                       | Semifinalisti | Eliminati ai quarti |
| ----------- | -------------------------------------------------------------------------- | ------------------------------------------------------- | ------------------------------- | ------------- | ------------------- |
| 11 febbraio | Nice Lawn Tennis Club Championships 1905 Nizza, Francia Singolare - Doppio | Fred Alexander 10-8 6-4 6-4                             | Major Josiah George Ritchie     |               |                     |
| 11 febbraio | Nice Lawn Tennis Club Championships 1905 Nizza, Francia Singolare - Doppio |                                                         |                                 |               |                     |
| 22 febbraio | US Indoors 1905 New York, USA Singolare - Doppio                           | Edward Dewhurst 6-3 8-6, 6-4                            | Wylie Grant                     |               |                     |
| 22 febbraio | US Indoors 1905 New York, USA Singolare - Doppio                           | Theodore Roosevelt Pell Harry F. Allen 6-4 10-8 8-6 6-4 | Calhoun Cragin C. Carlton Kelly |               |                     |
| 28 febbraio | South Australian Championships 1905 Adelaide, Australia Singolare - Doppio | Harry Alabaster Parker                                  | non conosciuta (bandiera)       |               |                     |
| 28 febbraio | South Australian Championships 1905 Adelaide, Australia Singolare - Doppio |                                                         |                                 |               |                     |

### Marzo
| Settimana | Torneo                                                                     | Vincitore                         | Finalista                   | Semifinalisti | Eliminati ai quarti |
| --------- | -------------------------------------------------------------------------- | --------------------------------- | --------------------------- | ------------- | ------------------- |
| marzo     | South of France Championships 1905 Nizza, Francia Singolare - Doppio       | Laurence Doherty 6-3 7-5 7-5      | Edward Roy Allen            |               |                     |
| marzo     | South of France Championships 1905 Nizza, Francia Singolare - Doppio       | Laurence Doherty Reginald Doherty |                             |               |                     |
| marzo     | Riviera Championships 1905 Mentone, Francia Terra rossa Singolare - Doppio | Josiah Ritchie                    | non conosciuta (bandiera)   |               |                     |
| marzo     | Riviera Championships 1905 Mentone, Francia Terra rossa Singolare - Doppio |                                   |                             |               |                     |
| 9 marzo   | Monte Carlo Cup 1905 Monte Carlo, Monte Carlo Singolare - Doppio           | Laurence Doherty 6-4 8-6 6-4      | Major Josiah George Ritchie |               |                     |
| 9 marzo   | Monte Carlo Cup 1905 Monte Carlo, Monte Carlo Singolare - Doppio           |                                   |                             |               |                     |
| 28 marzo  | Cannes Championships 1905 Cannes, Francia Singolare - Doppio               | Josiah Ritchie walkover           | Laurence Doherty            |               |                     |
| 28 marzo  | Cannes Championships 1905 Cannes, Francia Singolare - Doppio               |                                   |                             |               |                     |

### Aprile
| Settimana | Torneo                                                                            | Vincitore                    | Finalista                 | Semifinalisti | Eliminati ai quarti |
| --------- | --------------------------------------------------------------------------------- | ---------------------------- | ------------------------- | ------------- | ------------------- |
| 1º aprile | Geelong Easter Tournament 1905 Geelong, Australia Singolare - Doppio              | T. Tatchell                  | non conosciuta (bandiera) |               |                     |
| 1º aprile | Geelong Easter Tournament 1905 Geelong, Australia Singolare - Doppio              |                              |                           |               |                     |
| 15 aprile | British Covered Court Championships 1905 Londra, Gran Bretagna Singolare - Doppio | Laurence Doherty 6-1 8-6 6-2 | Josiah Ritchie            |               |                     |
| 15 aprile | British Covered Court Championships 1905 Londra, Gran Bretagna Singolare - Doppio |                              |                           |               |                     |
| 26 aprile | French Covered Court Championships 1905 Parigi, Francia Singolare - Doppio        | Josiah Ritchie 6-4 10-8 6-4  | John Mason Flavelle       |               |                     |
| 26 aprile | French Covered Court Championships 1905 Parigi, Francia Singolare - Doppio        |                              |                           |               |                     |

### Maggio
| Settimana | Torneo                                                                        | Vincitore                                  | Finalista                           | Semifinalisti | Eliminati ai quarti |
| --------- | ----------------------------------------------------------------------------- | ------------------------------------------ | ----------------------------------- | ------------- | ------------------- |
| 13 maggio | Swedish Covered Court Championships 1905 Stoccolma, Svezia Singolare - Doppio | Wollmar Boström 6-4 6-3 2-6 6-2            | Frank H. Pearce                     |               |                     |
| 13 maggio | Swedish Covered Court Championships 1905 Stoccolma, Svezia Singolare - Doppio |                                            |                                     |               |                     |
| 20 maggio | Wiesbaden Championships 1905 Wiesbaden, Germania Singolare - Doppio           | Otto Froitzheim 6-1 6-2 6-0                | Karl Schmidt-Knatz                  |               |                     |
| 20 maggio | Wiesbaden Championships 1905 Wiesbaden, Germania Singolare - Doppio           |                                            |                                     |               |                     |
| 22 maggio | Berkshire Championships 1905 Reading, Gran Bretagna Singolare - Doppio        | Alfred Ernest Crawley 6-4 3-6 6-1 6-1      | Henry James Wilson Fosbery          |               |                     |
| 22 maggio | Berkshire Championships 1905 Reading, Gran Bretagna Singolare - Doppio        |                                            |                                     |               |                     |
| 27 maggio | Surrey Championships 1905 Surbiton, Gran Bretagna Singolare - Doppio          | Sydney Howard Smith 6-2 6-3 6-1            | Edward Roy Allen                    |               |                     |
| 27 maggio | Surrey Championships 1905 Surbiton, Gran Bretagna Singolare - Doppio          |                                            |                                     |               |                     |
| 29 maggio | Southern Championships 1905 Washington, USA Singolare - Doppio                | John C. Davidson 6-3 6-4 1-6 6-2           | Harry F. Allen                      |               |                     |
| 29 maggio | Southern Championships 1905 Washington, USA Singolare - Doppio                | L.W. Glazebrook William Larned 6-4 6-1 6-4 | Spencer Gordon Frederick C. Colston |               |                     |

### Giugno
| Settimana | Torneo                                                                                  | Vincitore                                    | Finalista                        | Semifinalisti | Eliminati ai quarti |
| --------- | --------------------------------------------------------------------------------------- | -------------------------------------------- | -------------------------------- | ------------- | ------------------- |
| 3 giugno  | Middlesex Championships 1905 Chiswick Park, Gran Bretagna Singolare - Doppio            | George Miéville Simond 9-7 3-6 10-8          | Henry Pollard                    |               |                     |
| 3 giugno  | Middlesex Championships 1905 Chiswick Park, Gran Bretagna Singolare - Doppio            |                                              |                                  |               |                     |
| 6 giugno  | Campionato francese di tennis 1905 Parigi, Francia Singolare - Doppio                   | Maurice Germot                               | André Vacherot                   |               |                     |
| 6 giugno  | Campionato francese di tennis 1905 Parigi, Francia Singolare - Doppio                   | Max Décugis J. Worth                         |                                  |               |                     |
| 10 giugno | Kent Championships 1905 Beckenham, Gran Bretagna Singolare - Doppio                     | Norman Brookes 6-3 5-7 5-7 6-3 6-1           | Arthur Gore                      |               |                     |
| 10 giugno | Kent Championships 1905 Beckenham, Gran Bretagna Singolare - Doppio                     |                                              |                                  |               |                     |
| 12 giugno | Metropolitan Championships 1905 New York, USA Singolare - Doppio                        | Fred Alexander 6-0 6-2 6-0                   | Ross Burchard                    |               |                     |
| 12 giugno | Metropolitan Championships 1905 New York, USA Singolare - Doppio                        | Fred Alexander Harold H. Hackett 6-2 6-3 6-2 | H. M. Mollenhauer Frank B. Hague |               |                     |
| 13 giugno | Torneo di Bruxelles 1905 Bruxelles, Belgio Singolare - Doppio                           | Paul de Borman 4-6 6-1 8-6 6-0               | Herbert Roper-Barrett            |               |                     |
| 13 giugno | Torneo di Bruxelles 1905 Bruxelles, Belgio Singolare - Doppio                           |                                              |                                  |               |                     |
| 17 giugno | Northern Championships 1905 Manchester, Gran Bretagna Singolare - Doppio                | Sydney Howard Smith walkover                 | Frank Riseley                    |               |                     |
| 17 giugno | Northern Championships 1905 Manchester, Gran Bretagna Singolare - Doppio                |                                              |                                  |               |                     |
| 17 giugno | East Surrey Championships 1905 East Croydon, Gran Bretagna Singolare - Doppio           | Arthur Gore 6-3 6-3 6-1                      | Anthony Wilding                  |               |                     |
| 17 giugno | East Surrey Championships 1905 East Croydon, Gran Bretagna Singolare - Doppio           |                                              |                                  |               |                     |
| 17 giugno | New England Championships 1905 Hartford, USA Erba Singolare - Doppio                    | Karl Behr 9-7 6-2 2-6 13-15 6-4              | George Henry Nettleton           |               |                     |
| 17 giugno | New England Championships 1905 Hartford, USA Erba Singolare - Doppio                    | Wylie Grant Robert Leroy 4-6 8-6 6-8 6-0 6-3 | Storer P. Ware E. Tudor Gross    |               |                     |
| 24 giugno | Queen's Club Championships 1905 Londra, Gran Bretagna Singolare - Doppio                | Holcombe Ward walkover                       | Beals Wright                     |               |                     |
| 24 giugno | Queen's Club Championships 1905 Londra, Gran Bretagna Singolare - Doppio                |                                              |                                  |               |                     |
| 24 giugno | Torneo di Sheffield & Hallamshire 1905 Sheffield, Gran Bretagna Erba Singolare - Doppio | Edward Roy Allen walkover                    | Charles Gladstone Allen          |               |                     |
| 24 giugno | Torneo di Sheffield & Hallamshire 1905 Sheffield, Gran Bretagna Erba Singolare - Doppio |                                              |                                  |               |                     |
| 26 giugno | Irish Championships 1905 Dublino, Irlanda Singolare - Doppio                            | James Cecil Parke 6-3 6-3 1-6 6-3            | Arthur Horsbrugh Porter          |               |                     |
| 26 giugno | Irish Championships 1905 Dublino, Irlanda Singolare - Doppio                            |                                              |                                  |               |                     |
| 26 giugno | Middle States Championships 1905 Mountain Station, USA Erba Singolare - Doppio          | Fred Alexander 2-6 4-6 6-4 6-3 8-6           | Clarence Hobart                  |               |                     |
| 26 giugno | Middle States Championships 1905 Mountain Station, USA Erba Singolare - Doppio          | Fred Alexander Harold H. Hackett 6-3 6-8 6-0 | Clarence Hobart A.B. Wadsworth   |               |                     |

### Luglio
| Settimana | Torneo                                                                                          | Vincitore                                            | Finalista                         | Semifinalisti | Eliminati ai quarti |
| --------- | ----------------------------------------------------------------------------------------------- | ---------------------------------------------------- | --------------------------------- | ------------- | ------------------- |
| luglio    | North London Championships 1905 Londra, Gran Bretagna Singolare - Doppio                        | Herbert Roper Barrett 6-0 6-0 6-1                    | A.H. Green                        |               |                     |
| luglio    | North London Championships 1905 Londra, Gran Bretagna Singolare - Doppio                        |                                                      |                                   |               |                     |
| luglio    | Mid-Kent Championships 1905 Maidstone, Gran Bretagna Singolare - Doppio                         | Harry Alabaster Parker                               | non conosciuta (bandiera)         |               |                     |
| luglio    | Mid-Kent Championships 1905 Maidstone, Gran Bretagna Singolare - Doppio                         |                                                      |                                   |               |                     |
| luglio    | Warwickshire Championships 1905 Leamington, Gran Bretagna Singolare - Doppio                    | Edward Roy Allen 6-1 6-3 6-1                         | F.L. Burgess                      |               |                     |
| luglio    | Warwickshire Championships 1905 Leamington, Gran Bretagna Singolare - Doppio                    |                                                      |                                   |               |                     |
| 1º luglio | Durham Championships 1905 Sunderland, Gran Bretagna Singolare - Doppio                          | Edward Roy Allen 6-2 6-2                             | R. Douglas Watson                 |               |                     |
| 1º luglio | Durham Championships 1905 Sunderland, Gran Bretagna Singolare - Doppio                          |                                                      |                                   |               |                     |
| 2 luglio  | Marienbad Cup 1905 Marienbad, Austria Singolare - Doppio                                        | Ernie Parker 6-4 6-2 8-6                             | Kurt von Wessely                  |               |                     |
| 2 luglio  | Marienbad Cup 1905 Marienbad, Austria Singolare - Doppio                                        |                                                      |                                   |               |                     |
| 4 luglio  | California State Championships 1905 San Rafael, USA Cemento Singolare - Doppio                  | Fred Adams 6-1 7-5 12-10                             | Harry Rolfe                       |               |                     |
| 4 luglio  | California State Championships 1905 San Rafael, USA Cemento Singolare - Doppio                  |                                                      |                                   |               |                     |
| 8 luglio  | Hertfordshire & North Middlesex Championships 1905 New Barnet, Gran Bretagna Singolare - Doppio | Anthony Wilding 6-0 6-0                              | J.L. Figgis                       |               |                     |
| 8 luglio  | Hertfordshire & North Middlesex Championships 1905 New Barnet, Gran Bretagna Singolare - Doppio |                                                      |                                   |               |                     |
| 8 luglio  | Torneo di Wimbledon 1905 Londra, Gran Bretagna Singolare - Doppio                               | Laurence Doherty 8-6 6-2 6-4                         | Norman Brookes                    |               |                     |
| 8 luglio  | Torneo di Wimbledon 1905 Londra, Gran Bretagna Singolare - Doppio                               | Reginald Doherty Laurence Doherty 6-2, 6-4, 6-8, 6-3 | Sidney Smith Frank Riseley        |               |                     |
| 13 luglio | Torneo di Epsom 1905 Epsom, Gran Bretagna Singolare - Doppio                                    | Josiah Ritchie 6-0 7-5                               | Edward Roy Allen                  |               |                     |
| 13 luglio | Torneo di Epsom 1905 Epsom, Gran Bretagna Singolare - Doppio                                    |                                                      |                                   |               |                     |
| 17 luglio | Welsh Championships 1905 Newport, Gran Bretagna Singolare - Doppio                              | Sydney Howard Smith 6-4 5-7 10-8 6-4                 | John Mycroft Boucher              |               |                     |
| 17 luglio | Welsh Championships 1905 Newport, Gran Bretagna Singolare - Doppio                              |                                                      |                                   |               |                     |
| 22 luglio | Western Championships 1905 Chicago, USA Erba Singolare - Doppio                                 | Kreigh Collins 6-2 6-2 6-4                           | Nat Emerson                       |               |                     |
| 22 luglio | Western Championships 1905 Chicago, USA Erba Singolare - Doppio                                 | Kreigh Collins Louis Harold Waidner 7-5 6-2 5-7 6-2  | Semp Russ Charles Clement Cresson |               |                     |
| 22 luglio | Thompson Challenge Cup 1905 Redhill, Gran Bretagna Singolare - Doppio                           | Anthony Wilding 6-1 6-2 6-1                          | Evan Gwynne Evans                 |               |                     |
| 22 luglio | Thompson Challenge Cup 1905 Redhill, Gran Bretagna Singolare - Doppio                           |                                                      |                                   |               |                     |
| 24 luglio | Northwestern Championships 1905 Deephaven, USA Erba Singolare - Doppio                          | Kreigh Collins 4-6 6-1 6-2 6-2                       | Reuben Gay Hunt                   |               |                     |
| 24 luglio | Northwestern Championships 1905 Deephaven, USA Erba Singolare - Doppio                          | Kreigh Collins Louis Harold Waidner 6-1 6-3 6-2      | George K. Belden H. Belden        |               |                     |
| 29 luglio | Midland Counties Championships 1905 Edgbaston, Gran Bretagna Singolare - Doppio                 | Sydney Howard Smith 15-13 6-4 4-6 6-4                | Norman Brookes                    |               |                     |
| 29 luglio | Midland Counties Championships 1905 Edgbaston, Gran Bretagna Singolare - Doppio                 |                                                      |                                   |               |                     |
| 31 luglio | Queensland Championships 1905 Brisbane, Australia Singolare - Doppio                            | Stanley Norwood Doust                                | non conosciuta (bandiera)         |               |                     |
| 31 luglio | Queensland Championships 1905 Brisbane, Australia Singolare - Doppio                            |                                                      |                                   |               |                     |

### Agosto
| Settimana | Torneo                                                                                    | Vincitore                                                | Finalista                      | Semifinalisti | Eliminati ai quarti |
| --------- | ----------------------------------------------------------------------------------------- | -------------------------------------------------------- | ------------------------------ | ------------- | ------------------- |
| agosto    | Southern California Championships 1905 Ocean Park, USA Cemento Singolare - Doppio         | Eugene Overton 6-2 3-6 7-5 6-4                           | Tom Bundy                      |               |                     |
| agosto    | Southern California Championships 1905 Ocean Park, USA Cemento Singolare - Doppio         | Bell Way 8-6 4-6 6-4 5-7 6-4                             | Hurt Overton                   |               |                     |
| agosto    | Hampshire Championships 1905 Bournemouth, Gran Bretagna Singolare - Doppio                | Edward Roy Allen                                         | non conosciuta (bandiera)      |               |                     |
| agosto    | Hampshire Championships 1905 Bournemouth, Gran Bretagna Singolare - Doppio                |                                                          |                                |               |                     |
| agosto    | Torneo di Carlisle 1905 Carlisle, Gran Bretagna Singolare - Doppio                        | Harold Issidro Tower Aitken 6-3 6-2 0-6 6-3              | Charles James Glenny           |               |                     |
| agosto    | Torneo di Carlisle 1905 Carlisle, Gran Bretagna Singolare - Doppio                        |                                                          |                                |               |                     |
| agosto    | Suffolk Championships 1905 Saxmundham, Gran Bretagna Singolare - Doppio                   | Herbert Roper Barrett 6-2 6-3 6-1                        | Edward Roy Allen               |               |                     |
| agosto    | Suffolk Championships 1905 Saxmundham, Gran Bretagna Singolare - Doppio                   |                                                          |                                |               |                     |
| agosto    | Nottinghamshire Championships 1905 Nottingham, Gran Bretagna Singolare - Doppio           | Arthur Gore walkover                                     | Edward Roy Allen               |               |                     |
| agosto    | Nottinghamshire Championships 1905 Nottingham, Gran Bretagna Singolare - Doppio           |                                                          |                                |               |                     |
| agosto    | Lincolnshire Championships 1905 Spilsby, Gran Bretagna Singolare - Doppio                 | Arthur Horsbrugh Porter 6-4 6-2 4-6 6-4                  | H.T. Cannon                    |               |                     |
| agosto    | Lincolnshire Championships 1905 Spilsby, Gran Bretagna Singolare - Doppio                 |                                                          |                                |               |                     |
| agosto    | Torneo di Ilkley 1905 Ilkley, Gran Bretagna Singolare - Doppio                            | E. Watson 6-2 ritiro                                     | Reg. Webster                   |               |                     |
| agosto    | Torneo di Ilkley 1905 Ilkley, Gran Bretagna Singolare - Doppio                            |                                                          |                                |               |                     |
| 5 agosto  | Northumberland Championships 1905 Newcastle upon Tyne, Gran Bretagna Singolare - Doppio   | Alfred Dunlop 6-3 6-3 7-5                                | Norman Everard Brookes         |               |                     |
| 5 agosto  | Northumberland Championships 1905 Newcastle upon Tyne, Gran Bretagna Singolare - Doppio   |                                                          |                                |               |                     |
| 5 agosto  | Torneo di Shanklin 1905 Shanklin, Gran Bretagna Singolare - Doppio                        | Arthur Gore 6-2 6-3 4-6 6-1                              | Anthony Wilding                |               |                     |
| 5 agosto  | Torneo di Shanklin 1905 Shanklin, Gran Bretagna Singolare - Doppio                        |                                                          |                                |               |                     |
| 8 agosto  | Essex Championships 1905 Colchester, Gran Bretagna Singolare - Doppio                     | Herbert Roper Barrett walkover                           | H. Norman Marrett              |               |                     |
| 8 agosto  | Essex Championships 1905 Colchester, Gran Bretagna Singolare - Doppio                     |                                                          |                                |               |                     |
| 12 agosto | Scottish Championships 1905 Moffat, Gran Bretagna Singolare - Doppio                      | Alexander Morrice MacKay 8-6 3-6 6-4 7-5                 | Robin Welsh                    |               |                     |
| 12 agosto | Scottish Championships 1905 Moffat, Gran Bretagna Singolare - Doppio                      |                                                          |                                |               |                     |
| 12 agosto | Torneo di Ostenda 1905 Ostenda, Belgio Singolare - Doppio                                 | Harry Alabaster Parker 6-0 6-1 2-0                       | Henry Pollard                  |               |                     |
| 12 agosto | Torneo di Ostenda 1905 Ostenda, Belgio Singolare - Doppio                                 |                                                          |                                |               |                     |
| 14 agosto | Longwood Bowl 1905 Boston, USA Singolare - Doppio                                         | William Larned                                           | Clarence Hobart                |               |                     |
| 14 agosto | Longwood Bowl 1905 Boston, USA Singolare - Doppio                                         |                                                          |                                |               |                     |
| 14 agosto | Intermountain Championships 1905 Salt Lake City, USA Terra rossa Singolare - Doppio       | Reuben Gay Hunt 6-2 6-1 7-5                              | F. T. Roberts                  |               |                     |
| 14 agosto | Intermountain Championships 1905 Salt Lake City, USA Terra rossa Singolare - Doppio       | James Salisbury W. Salisbury 4-6 6-3 6-3 6-2             | F. T. Roberts Carl Roberts     |               |                     |
| 19 agosto | Derbyshire Championships 1905 Buxton, Gran Bretagna Singolare - Doppio                    | Xenophon Casdagli 8-10 0-6 6-4 6-3 6-2                   | Samuel Ernest Charlton         |               |                     |
| 19 agosto | Derbyshire Championships 1905 Buxton, Gran Bretagna Singolare - Doppio                    |                                                          |                                |               |                     |
| 19 agosto | East of England Championships 1905 Felixstowe, Gran Bretagna Singolare - Doppio           | Herbert Roper Barrett                                    | non conosciuta (bandiera)      |               |                     |
| 19 agosto | East of England Championships 1905 Felixstowe, Gran Bretagna Singolare - Doppio           |                                                          |                                |               |                     |
| 19 agosto | Shropshire Championships 1905 Shrewsbury, Gran Bretagna Singolare - Doppio                | Edward Roy Allen 6-4 6-4 6-2                             | E.V. Jones                     |               |                     |
| 19 agosto | Shropshire Championships 1905 Shrewsbury, Gran Bretagna Singolare - Doppio                |                                                          |                                |               |                     |
| 21 agosto | German Championships 1905 Amburgo, Germania Singolare - Doppio                            | Josiah Ritchie 8-6 7-5 8-6                               | Anthony Wilding                |               |                     |
| 21 agosto | German Championships 1905 Amburgo, Germania Singolare - Doppio                            |                                                          |                                |               |                     |
| 21 agosto | Poseldorf Cup 1905 Amburgo, Germania Terra rossa Singolare - Doppio                       | Anthony Wilding 8-6 7-5 8-6                              | Major Josiah George Ritchie    |               |                     |
| 21 agosto | Poseldorf Cup 1905 Amburgo, Germania Terra rossa Singolare - Doppio                       |                                                          |                                |               |                     |
| 26 agosto | Cinque Ports Championships 1905 Folkestone, Gran Bretagna Singolare - Doppio              | Wilberforce Eaves 6-4 6-1 6-3                            | Herbert Roper-Barrett          |               |                     |
| 26 agosto | Cinque Ports Championships 1905 Folkestone, Gran Bretagna Singolare - Doppio              |                                                          |                                |               |                     |
| 26 agosto | Isle of Wight Ventnor Championships 1905 Ventnor, Gran Bretagna Singolare - Doppio        | Charles Henry Ridding 6-2 7-5                            | Nigel G. Davidson              |               |                     |
| 26 agosto | Isle of Wight Ventnor Championships 1905 Ventnor, Gran Bretagna Singolare - Doppio        |                                                          |                                |               |                     |
| 27 agosto | Niagara International Tournament 1905 Niagara-on-the-Lake, Canada Erba Singolare - Doppio | Irving Christian Wright 13-11 8-6 6-4                    | B.M. Stewart                   |               |                     |
| 27 agosto | Niagara International Tournament 1905 Niagara-on-the-Lake, Canada Erba Singolare - Doppio | Irving Christian Wright Beals Coleman Wright 6-2 6-1 6-1 | Ralph Burns Hedley M. Suckling |               |                     |
| 31 agosto | U.S. National Championships 1905 Newport, USA Singolare - Doppio                          | Beals Wright 6-2 6-1 11-9                                | Holcombe Ward                  |               |                     |
| 31 agosto | U.S. National Championships 1905 Newport, USA Singolare - Doppio                          | Holcombe Ward Beals Wright 6-4, 6-4, 6-1                 | Fred Alexander Harold Hackett  |               |                     |

### Settembre
| Settimana    | Torneo                                                                             | Vincitore                                                                             | Finalista                 | Semifinalisti | Eliminati ai quarti |
| ------------ | ---------------------------------------------------------------------------------- | ------------------------------------------------------------------------------------- | ------------------------- | ------------- | ------------------- |
| settembre    | West Sussex Championships 1905 Chichester, Gran Bretagna Singolare - Doppio        | Edward Roy Allen                                                                      | non conosciuta (bandiera) |               |                     |
| settembre    | West Sussex Championships 1905 Chichester, Gran Bretagna Singolare - Doppio        |                                                                                       |                           |               |                     |
| settembre    | Kent Coast Championships 1905 Hythe, Gran Bretagna Singolare - Doppio              | Fritz W. Goldberg                                                                     | non conosciuta (bandiera) |               |                     |
| settembre    | Kent Coast Championships 1905 Hythe, Gran Bretagna Singolare - Doppio              |                                                                                       |                           |               |                     |
| settembre    | Torneo di Le Touquet 1905 Le Touquet, Francia Singolare - Doppio                   | Anthony Wilding 6-2 6-3 6-0                                                           | Lionel Hunter Escombe     |               |                     |
| settembre    | Torneo di Le Touquet 1905 Le Touquet, Francia Singolare - Doppio                   |                                                                                       |                           |               |                     |
| settembre    | Torneo di Les Avants 1905 Les Avants, Svizzera Singolare - Doppio                  | Leslie Oswald Sheridan Poidevin 6-2 6-0 6-2                                           | L. Dufour                 |               |                     |
| settembre    | Torneo di Les Avants 1905 Les Avants, Svizzera Singolare - Doppio                  |                                                                                       |                           |               |                     |
| settembre    | Torneo di Conishead Priory 1905 Conishead Priory, Gran Bretagna Singolare - Doppio | E.V. Jones 6-1 6-3                                                                    | W.W. Curtis               |               |                     |
| settembre    | Torneo di Conishead Priory 1905 Conishead Priory, Gran Bretagna Singolare - Doppio |                                                                                       |                           |               |                     |
| 3 settembre  | Europe Championships 1905 Bad Homburg vor der Höhe, Germania Singolare - Doppio    | Anthony Wilding 5-7 7-5 2-6 6-3 7-5                                                   | George Hillyard           |               |                     |
| 3 settembre  | Europe Championships 1905 Bad Homburg vor der Höhe, Germania Singolare - Doppio    |                                                                                       |                           |               |                     |
| 3 settembre  | Homburg Cup 1905 Bad Homburg vor der Höhe, Germania Singolare - Doppio             | George Courtenay Ball Greene walkover                                                 |                           |               |                     |
| 3 settembre  | Homburg Cup 1905 Bad Homburg vor der Höhe, Germania Singolare - Doppio             |                                                                                       |                           |               |                     |
| 4 settembre  | South of England Championships 1905 Eastbourne, Gran Bretagna Singolare - Doppio   | Norman Brookes 8-6 6-4 6-2                                                            | Sydney Howard Smith       |               |                     |
| 4 settembre  | South of England Championships 1905 Eastbourne, Gran Bretagna Singolare - Doppio   |                                                                                       |                           |               |                     |
| 4 settembre  | Tri-State Championships 1905 Cincinnati, USA Singolare - Doppio                    | Beals Wright 6-3 7-5 4-6 7-9 6-3                                                      | Kreigh Collins            |               |                     |
| 4 settembre  | Tri-State Championships 1905 Cincinnati, USA Singolare - Doppio                    |                                                                                       |                           |               |                     |
| 9 settembre  | Torneo di Boulogne 1905 Boulogne, Francia Singolare - Doppio                       | Theodore Michel Mavrogordato 6-3 6-1 6-0                                              | H.B. Routledge            |               |                     |
| 9 settembre  | Torneo di Boulogne 1905 Boulogne, Francia Singolare - Doppio                       |                                                                                       |                           |               |                     |
| 9 settembre  | Pacific Coast Championships 1905 San Rafael, USA Cemento Singolare - Doppio        | George Janes 6-0, 4-6, 5-7, 6-4, 6-3                                                  | Frederick Adams           |               |                     |
| 9 settembre  | Pacific Coast Championships 1905 San Rafael, USA Cemento Singolare - Doppio        | Sinsabaugh Harnold Braly 4-6 10-8 6-4 0-6 6-3                                         | Reuben Gay Hunt Murdock   |               |                     |
| 11 settembre | Sussex Championships 1905 Brighton, Gran Bretagna Singolare - Doppio               | Sydney Howard Smith Frank Riseley titolo condiviso                                    |                           |               |                     |
| 11 settembre | Sussex Championships 1905 Brighton, Gran Bretagna Singolare - Doppio               |                                                                                       |                           |               |                     |
| 11 settembre | Torneo di Dinard 1905 Dinard, Francia Singolare - Doppio                           | Wilberforce Eaves walkover                                                            | George Whiteside Hillyard |               |                     |
| 11 settembre | Torneo di Dinard 1905 Dinard, Francia Singolare - Doppio                           |                                                                                       |                           |               |                     |
| 23 settembre | Welsh Covered Court Championships 1905 Llandudno, Gran Bretagna Singolare - Doppio | Theodore Michel Mavrogordato Robert Baldwin Hough 9-11 6-2 6-3 4-6 (titolo condiviso) |                           |               |                     |
| 23 settembre | Welsh Covered Court Championships 1905 Llandudno, Gran Bretagna Singolare - Doppio |                                                                                       |                           |               |                     |

### Ottobre
| Settimana | Torneo                                                                            | Vincitore                                 | Finalista                 | Semifinalisti | Eliminati ai quarti |
| --------- | --------------------------------------------------------------------------------- | ----------------------------------------- | ------------------------- | ------------- | ------------------- |
| ottobre   | Bay Counties Championships 1905 San Francisco, USA Cemento Singolare - Doppio     | Charles Foley                             | non conosciuta (bandiera) |               |                     |
| ottobre   | Bay Counties Championships 1905 San Francisco, USA Cemento Singolare - Doppio     |                                           |                           |               |                     |
| ottobre   | National Collegiate Championships 1905 Haverford, USA Singolare - Doppio          | Edward Dewhurst 6-2 4-6 7-5 6-4           | Karl Behr                 |               |                     |
| ottobre   | National Collegiate Championships 1905 Haverford, USA Singolare - Doppio          | Edward Dewhurst H.B. Register 6-0 6-2 8-6 | Wells Field               |               |                     |
| 9 ottobre | Queen's Covered Court Championships 1905 Londra, Gran Bretagna Singolare - Doppio | Arthur Gore 6-3 6-4 5-7 6-4               | Josiah Ritchie            |               |                     |
| 9 ottobre | Queen's Covered Court Championships 1905 Londra, Gran Bretagna Singolare - Doppio |                                           |                           |               |                     |

### Novembre
| Settimana   | Torneo                                                                    | Vincitore              | Finalista                 | Semifinalisti | Eliminati ai quarti |
| ----------- | ------------------------------------------------------------------------- | ---------------------- | ------------------------- | ------------- | ------------------- |
| 30 novembre | Metropolitan Championships 1905 Strathfield, Australia Singolare - Doppio | Harry Alabaster Parker | non conosciuta (bandiera) |               |                     |
| 30 novembre | Metropolitan Championships 1905 Strathfield, Australia Singolare - Doppio |                        |                           |               |                     |

### Dicembre
| Settimana   | Torneo                                                                  | Vincitore                                        | Finalista                  | Semifinalisti                 | Eliminati ai quarti                                       |
| ----------- | ----------------------------------------------------------------------- | ------------------------------------------------ | -------------------------- | ----------------------------- | --------------------------------------------------------- |
| 1º dicembre | Australasian Championships 1905 Melbourne, Australia Singolare - Doppio | Rodney Heath 4-6 6-3 6-4 6-4                     | Arthur Curtis              | Randolph Lycett Alfred Dunlop | Herbert Turner Gordon Wright Eric Pockley Reginald Fraser |
| 1º dicembre | Australasian Championships 1905 Melbourne, Australia Singolare - Doppio | Randolph Lycett Tom Tachell 11-9 8-6 1-6 4-6 6-1 | E. T. Barnard Basil Spence | Randolph Lycett Alfred Dunlop | Herbert Turner Gordon Wright Eric Pockley Reginald Fraser |

### Senza data
| Settimana                                          | Torneo                                                                            | Vincitore                         | Finalista                          | Semifinalisti | Eliminati ai quarti |
| -------------------------------------------------- | --------------------------------------------------------------------------------- | --------------------------------- | ---------------------------------- | ------------- | ------------------- |
|                                                    | New Zealand Championships 1905 Wellington, Nuova Zelanda Singolare - Doppio       | Harry Alabaster Parker            | non conosciuta (bandiera)          |               |                     |
| Harry Alabaster Parker Robert Newton King Swanston | New Zealand Championships 1905 Wellington, Nuova Zelanda Singolare - Doppio       |                                   |                                    |               |                     |
|                                                    | North of England Championships 1905 Scarborough, Gran Bretagna Singolare - Doppio | Edward Roy Allen                  | non conosciuta (bandiera)          |               |                     |
|                                                    | North of England Championships 1905 Scarborough, Gran Bretagna Singolare - Doppio |                                   |                                    |               |                     |
|                                                    | Spanish Championships 1905 Barcellona, Spagna Singolare - Doppio                  | José J. Capará 6-2 6-3 6-1        | Ernest F.C. Witty                  |               |                     |
|                                                    | Spanish Championships 1905 Barcellona, Spagna Singolare - Doppio                  |                                   |                                    |               |                     |
|                                                    | Swiss International Championships 1905 Zurigo, Svizzera Singolare - Doppio        | George Miéville Simond walkover   | Saint John Stewart Blacker Douglas |               |                     |
|                                                    | Swiss International Championships 1905 Zurigo, Svizzera Singolare - Doppio        |                                   |                                    |               |                     |
|                                                    | Transvaal Championships 1905 Johannesburg, Sudafrica Singolare - Doppio           | Harold Kitson 2-6 8-6 6-4 7-9 6-4 | P.H. Robbs                         |               |                     |
|                                                    | Transvaal Championships 1905 Johannesburg, Sudafrica Singolare - Doppio           |                                   |                                    |               |                     |